# Stańczyk

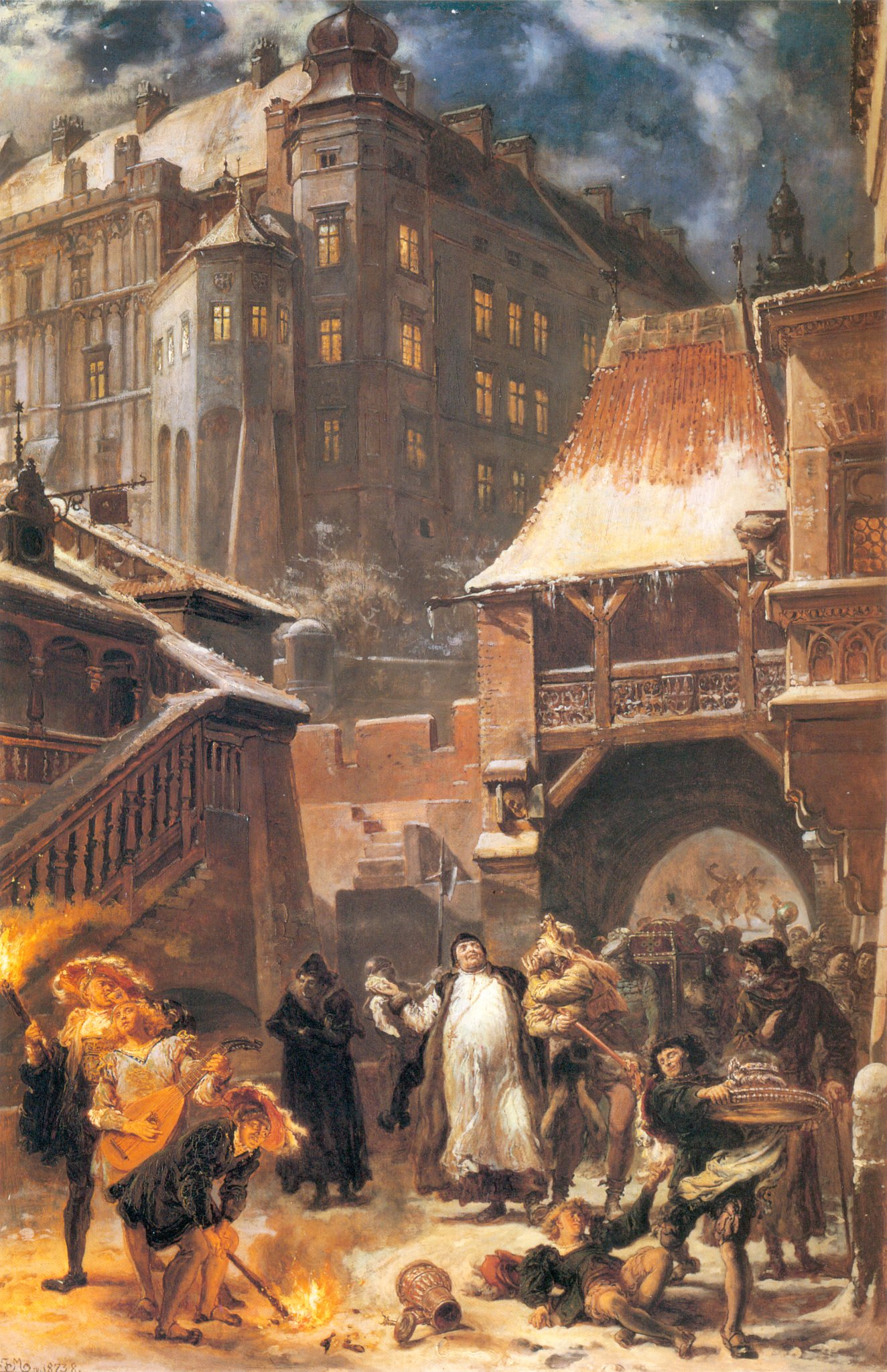
Gamrat și Stańczyk
Jan Matejko
Ulei pe lemn, 132x87.5,
Kościuszko Foundation, NY

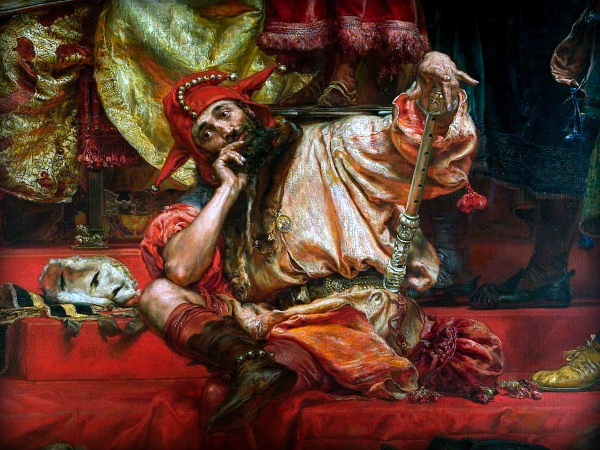
StańczykOmagiu prusac (detaliu)
Jan Matejko
Ulei pe pânză, 1882, 388 x 875 cm, Muzeul Național din Cracovia

Stańczyk (n. 1480 – d. 1560) (pronunția în poloneză: [staɲt͡ʂɨk] ) a fost cel mai faimos bufon din istoria Poloniei. El a fost angajat de către trei regi polonezi: Alexandru, Sigismund cel Bătrân și Sigismund Augustus. Bufonul Stańczyk este descris ca fiind singura persoană de la un bal regal care a fost tulburat de vestea că rușii au capturat orașul Smolensk, eveniment petrecut în anul 1514.

## Identitate și nume
Vidul de informații istorice pentru acest personaj celebru a generat în secolul al XIX-lea numeroase ipoteze privind biografia lui. Astfel, se presupune că legenda care-i dă viață ar fi complet inventată de către Jan Kochanowski și colegii lui sau că el ar fi fost " un bufon tipic, îmbrăcat de către contemporanii lui într-un costum esopian, probabil o viziune shakespeariană a secolului al XIX-lea sau o eminență cenusie societatis ioculatorum ". Consensul general stabilit de către oamenii de știință moderni care s-au ocupat de acest caz, este că Stańczyk a existat cu certitudine, și chiar dacă el nu ar fi existat, cert este că a avut o importanță deosebită pentru cultura poloneză în general, Stańczyk fiind reprezentat în operele mai multor artiști din secolul al XIX-lea și secolul al XX-lea.
Despre viața bufonului Stańczyk nu se știe mai nimic, chiar numele fiind o chestiune de dispută.  Sursele contemporane amintesc de bufonii Gaska și Stańczyk. Ambele nume apar în două poeme scurte scrise de către Jan Kochanowski. Numele celor doi bufoni nu sunt niște nume proprii, ci sunt diminutivele cuvintelor „gęś” (de gâscă) și Stanislaw. Toate supozițiile menționate până acum l-au condus pe Aleksander Brückner și pe alți cercetători să creadă că Gaska și  Stańczyk sunt de fapt poreclele aceluiași personaj. O altă ipoteză ar fi că, numele bufonului ar fi fost Stanislaw Gaska, nume tipic polonez, ipoteza necredibilă deoarece proveniența numelui ar fi, mai degrabă de la sfârșitul secolului al XIX-lea, decât din secolul al XV-lea.
Faima legendei lui  Stańczyk a fost foarte mare în timpul Renașterii. Popularitatea bufonului s-a ridicat deasupra trecerii timpului, celebritatea rămânându-i neștirbită și în zilele noastre. Spre deosebire de breasla bufonilor în general,  Stańczyk a fost întotdeauna considerat mai mult decât un simplu artist.
Stańczyk a rămas în istorie ca un om cu o mare inteligență și un filozof politic dotat cu viziune formidabilă asupra viitorului Poloniei. Prin munca pe care o presta la curtea regilor polonezi, Stańczyk satiriza, critica și avertiza pe contemporanii săi despre ce anume va urma. Aluziile și glumele lui Stańczyk au fost păstrate și transmise mai departe de către scriitori și istorici, printre care Łukasz Górnicki, Jan Kochanowski, Marcin Kromer, și Mikołaj Rej care l-au lăudat pentru lupta în numele adevărului și împotriva ipocriziei. Unele surse merg atât de departe, încât îl consideră pe Stańczyk „ un prieten al lui Marcin Kromer”.
Cea mai cunoscută anecdotă despre Stańczyk este despre un incident la vânătoare. În anul 1533, regele Sigismund cel Bătrân a adus un urs imens din Lituania. Ursului i s-a dat drumul în pădurea Niepolomice de lângă Cracovia, astfel încât regele să-l poată vâna.  În timpul vânătorii, ursul l-a atacat pe rege, regină și pe curtenii lor, fapt care a provocat multă panică. Ca urmare a haosului creat de atacul ursului, Regina Bony a căzut de pe cal și a pierdut sarcina. După terminarea vânătorii, regele Sigismund  l-a criticat pe Stańczyk pentru că a fugit în loc să atace ursul. Se spune că bufonul ar fi răspuns „este o mare prostie să lași să iasă un urs închis într-o peșteră”. Această remarcă a fost interpretată ca o aluzie vis-a-vis de politica regelui față de Prusia, care a fost învinsă de Polonia dar nu pe deplin încorporată în coroană.

## Stańczyk ca simbol
Stańczyk a devenit un personaj istoric, des întâlnit  în literatura poloneză după împărțirea Poloniei din anul 1795. Unii autori l-au tratat ca un simbol al luptei poloneze pentru independență, alții i-au oferit, mai degrabă, trăsături shakepeariene. Stańczyk apare în „Tęczna Powieść historyczna”, o lucrare a lui Julian Ursyn Niemcewicz apărută în anul 1825 și în mai multe scrieri a lui Józef Ignacy Kraszewski apărute în anii 1839 și 1841.

## Stańczyk în politică
În anul 1869, un grup de tineri publiciști conservatori: Józef Szujski, Stanisław Tarnowski, Stanisław Koźmian și Ludwik Wodzicki au publicat o serie de pamflete satirice intitulate „Teka Stańczyka”, pe românește „Portofoliul lui Stańczyk”. La numai cinci ani după tragicul sfârșit al  rebeliunii din ianuarie, pamfletele ridiculizau armata de revoltă națională și sugerau un compromis cu inamicii Poloniei, în special cu imperiul Austriac, și concentrarea pe creșterea economică mai mult decât pe independența politică. Facțiunea politică care a promovat aceste idei este cunoscută cu numele de „Stańczycy” (pluralul de "Stańczyk", în sens de „Bufonii”).

## Stańczyk în artă
Stańczyk a fost unul din personajele preferate ale lui Jan Matejko și el apare în multe din picturile sale, cum ar fi „Omagiul prusac”. Matejko, oferind bufonului propriile trăsături faciale, a creat imaginea lui Stańczyk, familiară pentru cei mai mulții din polonezii de astăzi. Pictorul l-a reprezentat întotdeauna pe Stańczyk cu o figură îngrijorată, în puternic contrast cu căciula hazoasă cu ciucurei de bufon. Viziunea lui Matejko despre cum ar trebui să arate Stańczyk, a influențat mulți artiști, cum a fost Leon Wyczółkowski.
Apariția cea mai notabilă a lui Stańczyk în literatură este dată de Stanisław Wyspiański în piesa de teatru Nunta, unde fantoma bufonului îl vizitează pe jurnalist, un personaj modelat după Rudolf Starzewski, redactorul șef al ziarului Czas din Cracovia, publicație asociată cu facțiunea politică conservatoare Stańczycy. În piesă, Stańczyk îl acuză pe jurnalist, pe care-l numește „șefule”, de lipsă de inițiativă și pasivitate în fața problemelor națiunii. La sfârșitul conversației, Stańczyk dă jurnalistului sceptrul și îi spune „stârnește națiunea”, dar nu „păta lucrurile sfinte, sacrul trebuie să rămână”. Astfel, Wyspiański întregește rolului bufonului ca un simbol de patriotism și înțelepciune politică.

## Galerie imagini

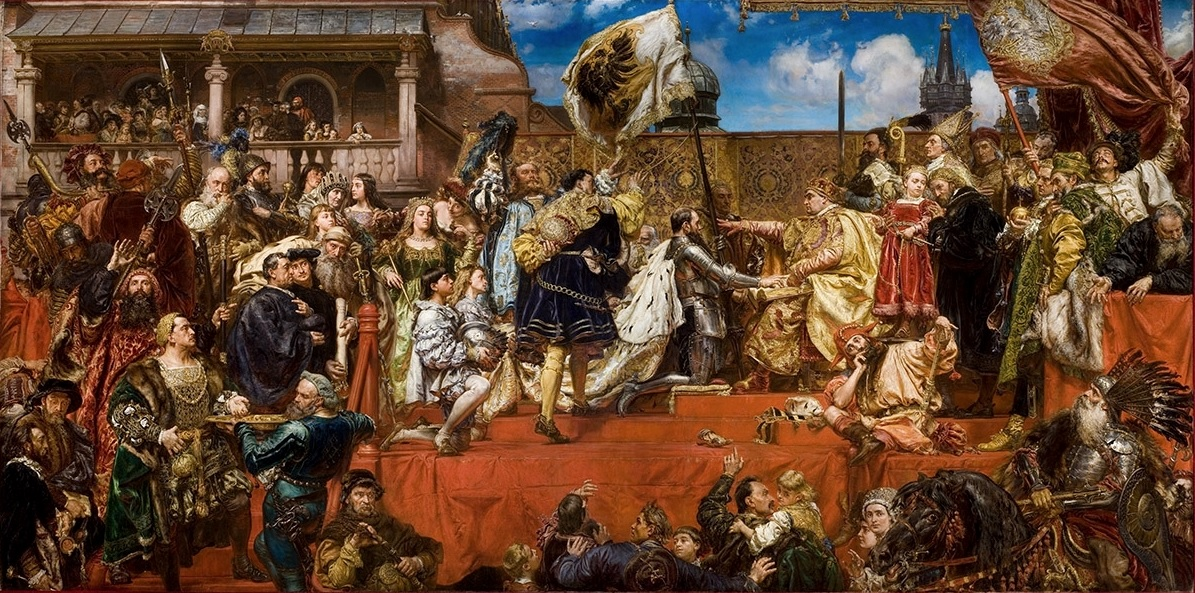
"Omagiu prusac", de Jan Matejko, 1882
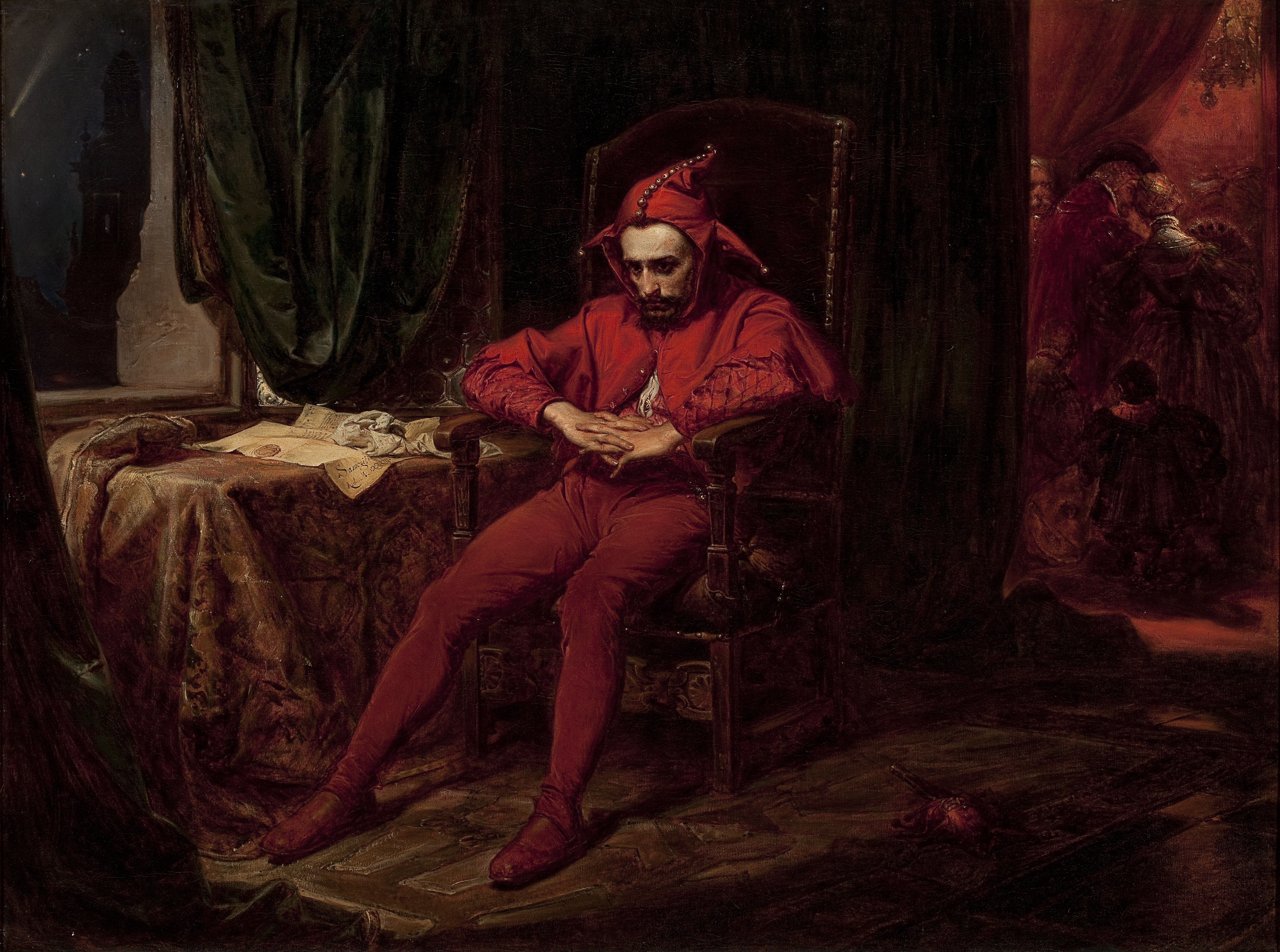
„Bufonul Stanczyk la știrea căderii orașului Smolensk”, pictură de Jan Matejko, 1862
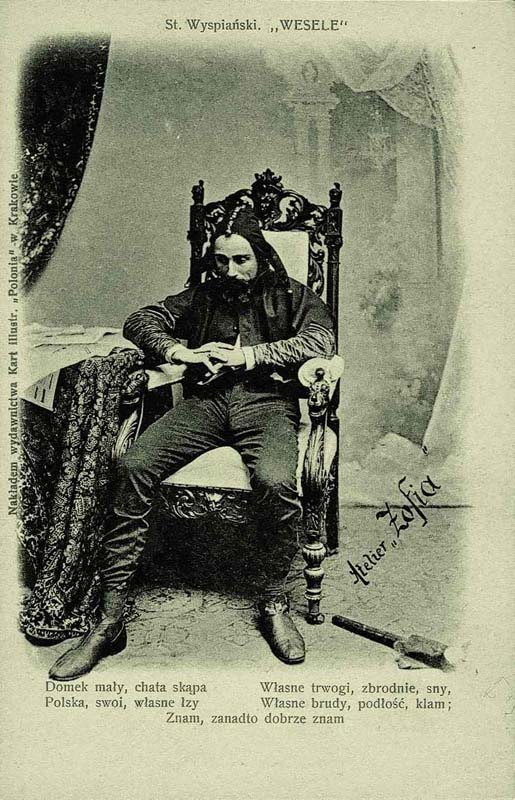
Afişul dramei Nunta de Stanisław Wyspiański care îl are în prim plan pe bufonul Stańczyk
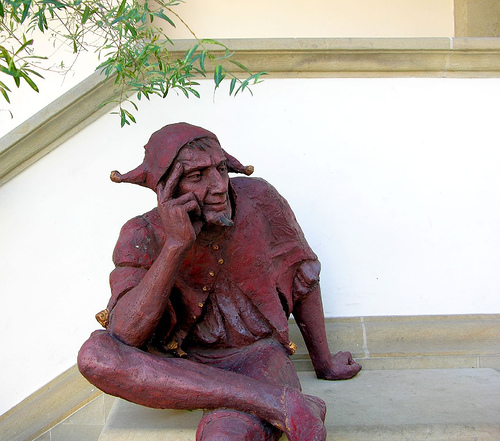
Statuia bufonului în Niepołomice, de Jurek Durczak
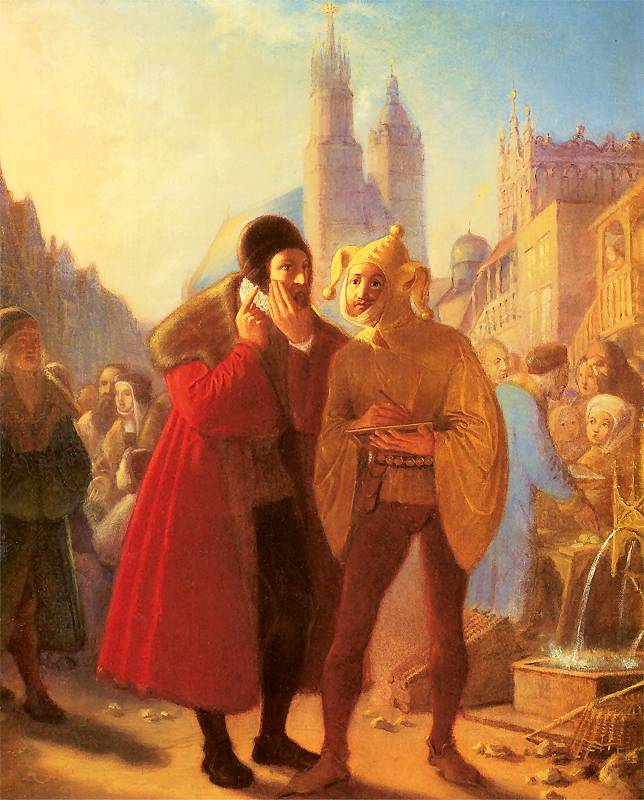
„Stanczyk durându-l dinţii”, de Jan Matejko, 1855
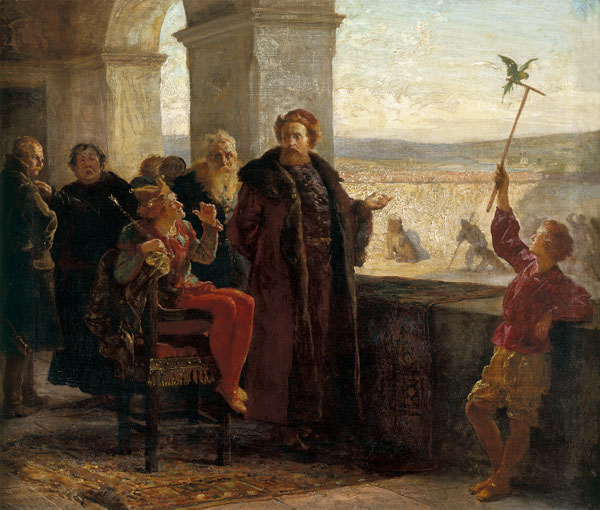
„Sigismund cel Bătrân cu Stańczyk la Castelul Wawel”, de Wojciech Gerson, secolul al XIX-lea